# Шляпники (Пермский край)
Шляпники — село в составе Ординского муниципального округа в Пермском крае.

## Географическое положение
Село расположено в восточной части округа на расстоянии примерно 11 километров по прямой на юг-юго-восток от села Орда.

## Климат
Климат континентальный, с продолжительной холодной и многоснежной зимой и сравнительно коротким, теплым летом. Самым холодным месяцем в году является январь со средней месячной температурой воздуха -17,3°С, самым теплым – июль со средней месячной температурой +24,8°С. Образование устойчивого снежного покрова происходит в среднем во второй декаде ноября, продолжительность снежного покрова – 170 дней. Средняя из наибольших декадных высот снежного покрова за зиму составляет 59 см. Нормативная глубина сезонного промерзания грунтов в зависимости от вида грунта составляет от 68 до 76 см. Разрушение устойчивого снежного покрова происходит в конце второй декады апреля. Годовая сумма осадков составляет в среднем 470-500 мм. Продолжительность вегетационного периода составляет 160 дней.

## История
По данным местных краеведов Шляпники названы селом уже в 1782 году. В 1816 году в Шляпниках был 41 двор. Население было приписано к Бымовскому заводу Демидова для работы на рудниках и по выжигу древесного угля. В 1837 году была построена новая  Власиевская церковь, а в 1911 заменена каменной, в которой до сих пор проводятся службы.  
До мая 2019 года село входило в состав Медянского сельского поселения Ординского района, после упразднения которых входит непосредственно в состав Ординского муниципального округа.

## Население
Постоянное население составляло 867 человек в 2002 году (99% русские), 777 человек в 2010 году.   